# Arima (geslacht)
Arima is een geslacht van kevers uit de familie bladkevers (Chrysomelidae).
De wetenschappelijke naam van het geslacht werd in 1875 gepubliceerd door Chapuis.

## Soorten
- Arima brachyptera (Kuster, 1844)
- Arima buai Havelka, 1959
- Arima marginata (Fabricius, 1781)
- Arima maritima Bua, 1953